# Zé Lucas
José Lucas Gomes da Silva dit Zé Lucas, né le 23 mars 2008 à Vitória de Santo Antão au Brésil, est un footballeur brésilien qui évolue au poste de milieu défensif à Sport Recife.

## Biographie

### En club
Né à Vitória de Santo Antão au Brésil, Zé Lucas commence par faire du futsal puis est formé par le Sport Recife. Il est surclassé avec les différentes équipes de jeunes de 9 à 17 ans, et se révèle comme l'une des promesses du club.
Le 2 février 2025, le jeune milieu de 16 ans prolonge son contrat avec son club formateur, étant désormais lié au club jusqu'en février 2028.
Zé Lucas joue son premier match de Brasileirão, la première division brésilienne, face au RB Bragantino, le 17 avril 2025. Il entre en jeu à la place de Christian Rivera lors de cette rencontre perdue par son équipe sur le score de un but à zéro.

### En sélection
Avec l'équipe du Brésil des moins de 17 ans il dispute le championnat sud-américain des moins de 17 ans en 2025. Il participe au sacre de son équipe, qui s'impose en finale contre la Colombie après une séance de tirs au but.

## Palmarès

### Sélection
Brésil moins de 17 ans
- championnat sud-américain des moins de 17 ans
  - Vainqueur : 2025